# Mrs. Gay Life's Visitors
Mrs. Gay Life's Visitors (o Mrs. Gaylife's Visitors) è un cortometraggio muto del 1911 diretto da Gilbert P. Hamilton e da Sam Morris. Il film aveva come interpreti J. Warren Kerrigan e Dot Farley.

## Produzione
Il film fu prodotto dalla American Film Manufacturing Company.

## Distribuzione
Distribuito dalla Motion Picture Distributors and Sales Company, il film - un cortometraggio in una bobina - uscì nelle sale cinematografiche USA il 2 gennaio 1911.